# Rypticus saponaceus
Rypticus saponaceus är en fiskart som först beskrevs av Marcus Élieser Bloch och Johann Gottlob Schneider, 1801.  Rypticus saponaceus ingår i släktet Rypticus och familjen havsabborrfiskar. Inga underarter finns listade i Catalogue of Life.